# 熱蘭遮城日誌

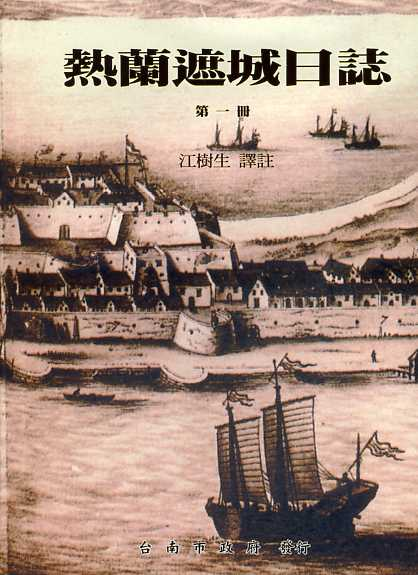
《熱蘭遮城日誌》中文版封面

《熱蘭遮城日誌》（荷蘭語：De Dagregisters van het Kasteel Zeelandia），或稱《熱蘭遮城日記》（1629年－1662年），荷蘭統治臺灣時期的基本史料，主要是關於荷蘭人在臺灣的各種活動，是以十七世紀荷蘭語撰寫成的。

## 簡介
1505年，葡萄牙人在印尼設總督府，開始對東方的殖民和經濟貿易。1565年，西班牙人已佔據菲律賓，以呂宋島作為對日本和中國海上貿易的根據地。到了十七世紀初期，荷蘭人在海上的勢力逐漸強大，便在1602年成立「荷屬東印度公司」開始進軍亞洲，和葡、西兩國爭奪海權。「荷蘭東印度公司」由六個荷蘭的城市共同組成，他們擁有強大的船隊和貿易能力，甚至可以代表荷蘭政府出兵和建立殖民地，他們在各據點建立商館，進行貨物貿易。
1624年，荷蘭人選定「大員」 --- 現在臺灣臺南市安平區，建造城堡，作為貿易的根據地，開始往後38年的殖民經濟，直到1662年鄭成功登臺為止。短短38年之間，除了以大員作為貿易轉運站，荷蘭人幾乎踏遍臺灣全島，有紀錄可查的原住民村舍全島竟多達三百多個，遠至淡水、宜蘭，下達台東、小琉球。隨船而來的荷籍牧師更積極到原住民部落傳教，甚至用原住民的語言編寫了羅馬拼音的聖經。
當年因為交通不便，從歐洲到亞洲動輒七、八個月，因此「荷屬東印度公司」為了確實掌握殖民地的一舉一動，遂要求各分據點的總督逐日記下殖民地所發生的點滴事情，以日誌的形式寄往當時的巴達維亞（現在的印尼雅加達），再轉送回荷蘭母國。這些從十七世紀初到十八世紀末「荷屬東印度公司」亞洲各據點與總公司聯絡所留下的日誌資料，四百年來一直被慎重保存在海牙檔案館裡。這些日誌集結而成的巨冊排列起來竟長達一公里又兩百公尺，包括有書信、日記、報告和決議；其中關於臺灣的《熱蘭遮城日誌》就有厚厚四大冊，《巴達維亞城日記》中也有不少和臺灣有關的紀錄。
所謂的《熱蘭遮城日誌》，指的就是這四大冊以古荷蘭文撰寫之和臺灣相關的珍貴史料。

## 重新編撰出版
這些數量龐大的原始資料，雖然保存在荷蘭海牙的國立中央檔案館裡面，但是因為都是手寫，很難辨識，所以第一步就是要將原稿整理出來，以印刷體印刷，然後才能流通、研究。這項整理的工作，荷蘭政府早就在做，但是進度非常緩慢，不過《巴達維亞城日記》在1887年至1931年之間曾出版過31冊。
臺灣日治時期，日本歷史學者以臺北帝國大學為基地進行臺灣研究和南洋研究的時候，就曾經遠赴荷蘭，翻拍了很多原始檔案，共有兩萬多張，收藏在當時臺北帝大的圖書館。日本學者村上直次郎也曾經以日文摘譯了《巴達維亞城日記》。不過，在1945年第二次世界大戰結束、中華民國國民政府接管臺灣以後，雖然該批資料仍然留在國立臺灣大學的圖書館中，這個歷史領域的研究卻發生了斷層。直至任職臺灣大學圖書館的曹永和自修荷蘭文，並成為此領域專家為止。
從1977年開始，由荷蘭的國立中央檔案館、國家歷史出版會、以及萊頓大學合作，由曾經到臺灣留學過的荷蘭的史學家包樂史（J. L. Blussé）主持，邀請臺灣的曹永和、江樹生，日本的中村孝志、岩生成一等人，一起編注校譯《熱蘭遮城日誌》，前後歷經二十年，終於在1999年將這四冊的重要史料，完全編纂並出版完畢。以這個史料為基礎，江樹生並翻譯出版了四冊中文版的該原始史料。中文版全文及註解內容收錄於「臺灣日記知識庫」，可供網上閱覽。

## 目前已出版的熱蘭遮城日誌
- Blussé J.L.; M.E. van Opstall; 曹永和; Shu-sheng Chiang; W. Milde. . 荷蘭 海牙: 's-Gravenhage verkrijbaar bij martinus Nijhoff: Bureau der Rijkscommissie voor Vaderlandse Geschiedenis, 's-Gravenhage. 1986.
- Blussé J.L.; W.E. Milde; 曹永和; N.C. Everts. . 荷蘭 海牙: Instituut voor Nederlandse Geschiedenis. 1995.
- Blussé J.L.; W.E. Milde; 曹永和. . 荷蘭 海牙: Instituut voor Nederlandse Geschiedenis. 1996.
- Blussé J.L.; N.C. Everts; W.E. Milde; 曹永和. . 荷蘭 海牙: Instituut voor Nederlandse Geschiedenis. 2000.
- 江樹生 譯註. . 台南: 台南市政府. 1999.
- 江樹生 譯註. . 台南: 台南市政府. 2002.
- 江樹生 譯註. . 台南: 台南市政府. 2004.
- 江樹生 譯註. . 台南: 台南市政府. 2010.

### 書籍
- 曹銘宗. . 台北: 聯經出版社. 1999.
- 楊碧川. . 台北: 前衛出版社. 1997.

## 外部連結
- . 臺灣日記知識庫.   [2022-01-13]. （原始内容存档于2020-12-12）.
- 林偉盛（Wei-sheng Lin）. . 暨南國際大學歷史系.   [2014-03-09]. （原始内容存档于2005-03-06）.
- . （原始内容存档于2010-12-05） （英语）.
- . （原始内容存档于2012-09-12） （英语）.
- [熱蘭遮城日記].   [2004-10-26]. （原始内容存档于2010-03-05） –Huygens Instituut （荷兰语）.